# Лукова (Люблинское воеводство)
Лукова (пол. Łukowa) — посёлок сельского типа в Билгорайском повете Люблинского воеводства, что на востоке Польши. Является административным центром гмины Лукова.
Расположен примерно в 23 километрах к юго-востоку от города Билгорай и в 100 километрах к югу от областного центра, — города Люблин.
По данным переписи 2011 года, в деревне проживало 2595 человек.

## История
Точная дата основания деревни не известна, однако по сохранившимся архивам удалось установить, что основал деревню во второй половине XIV века русский дворянин Иван Кустра. В XV веке деревня стала резиденцией римско-католического прихода. В 1588 году Лукова была центром имения Яна Замойского.
В 1809 году деревня была перешла из земель Перемышля в район Люблина, а в 1867 перешла в гмину Лукова вновь созданный Билгорайский повет. Во время польского восстания 1863 года район Лукова был зоной боевых действий (16 апреля 1863 года).
15-16 сентября 1939 года и 24 июня 1944 Лукова и его окрестности стали местом противостояния польских солдат (армия Кракова и Крестьянского батальона) с нацистами. После боя немцы убили 13 жителей деревни, а 300 человек были депортированы в лагерь в Тарногруд, 24 хозяйства были сожжены.
В 1975—1998 годах относилась к Замойскому воеводству.

## Культура
В деревне имеется католическая церковь Успения, которая является местом прихода таким же названием. Так же имеется общественный центр и публичная библиотека. В деревне много лет выращивается табак Virginia.

## Население
Демографическая структура по состоянию на 31 марта 2011 года:
|         | Всего | До трудоспособного возраста | Трудоспособного возраста | Старше трудоспособного возраста |
| ------- | ----- | --------------------------- | ------------------------ | ------------------------------- |
| Мужчины | 1272  | 279                         | 834                      | 159                             |
| Женщины | 1323  | 261                         | 733                      | 329                             |
| Всего   | 2595  | 540                         | 1567                     | 488                             |